# باري كور
باري كور (بالإنجليزية: Barry Corr)‏ هو لاعب كرة قدم أيرلندي، ولد في 2 أبريل 1985 في Newcastle, County Wicklow ‏ في جمهورية أيرلندا. لعب مع سويندون تاون وشيفيلد وينزداي وكامبريدج يونايتد وليدز يونايتد ونادي إكزتر سيتي ونادي بريستول سيتي ونادي ساوثيند يونايتد.

## وصلات خارجية
- باري كور على موقع قاعدة بيانات كرة القدم.إي يو (الإنجليزية)
- باري كور على موقع Soccerbase.com (لاعب) (الإنجليزية)